# Harisadhan Dasgupta
Pour les articles homonymes, voir Dasgupta.
Harisadhan Dasgupta, né le 14 avril 1924 à Calcutta et mort le 19 août 1996 dans la même ville, est un réalisateur, scénariste et chef opérateur indien. Il était à l'apogée de son succès dans les années cinquante et soixante du siècle. Il jouit d’une réputation particulière en tant que cinéaste documentaire prolifique. Il se spécialisait dans la mise en lumière des questions les plus saillantes de la vie quotidienne au Bengale.

## Biographie
Dasgupta a fréquenté l'université de Californie du Sud, puis l'université de Californie à Los Angeles, pour étudier la réalisation de films. Il a étudié pendant un certain temps avec le producteur hollywoodien Irving Pichel. Après avoir terminé son apprentissage, il est retourné à Calcutta pour produire des documentaires.
Au cours de sa longue carrière, Dasgupta a produit de nombreux documentaires, longs et courts. Il était surtout connu pour ses documentaires en langue anglaise sur la situation du peuple bengali, dont des œuvres telles que Panchthupi: A Village in West Bengal (1955), Panorama of West Bengal (1961), Glimpses of India (1965) et The Automobile Industry in India (1969). Il s'est surtout fait connaître pour son documentaire classique commandé par Tata Steel, la plus grande entreprise privée de l'Inde, intitulé Tata: The Story of Steel, un documentaire dont le scénario a été écrit par Satyajit Ray, comme plusieurs de ses films. Tout au long de sa carrière, Dasgupta a également travaillé avec plusieurs autres acteurs de premier plan de la renaissance cinématographique de Calcutta, notamment Hrishikesh Mukherjee, Claude Renoir, Jean Renoir, Ravi Shankar, Chidananda Das Gupta et Asit Sen (en). En 1947, Dasgupta a cofondé la Calcutta Film Society avec Satyajit Ray, Chidananda Das Gupta, RP Gupta, Bansi Chandragupta (en) et d'autres encore.
Dasgupta a été impliqué dans un incident très médiatisé lorsque sa femme Sonali a quitté leur mariage et leur fils de six ans, Raja, pour le réalisateur italien Roberto Rossellini, en emmenant avec elle leur autre fils Arjun Dasgupta, qui sera adopté par Rossellini,. Leur fils Raja a plus tard déclaré qu'il n'avait jamais compris pourquoi sa mère les avait quittés, lui et son père, et « qu'il ne lui a jamais manqué ».

## Filmographie
- 1949 : Konarak: The Sun Temple
- 1953 : Shaher Ki Jhalak
- 1953 : Gaon Ki Kahani
- 1953 : Weavers of Maindargi
- 1955 : Panchthupi: A Village in West Bengal
- 1956 : Trancuber: the Song of Waves
- 1958 : Tata: The Story of Steel
- 1960 : Our Children Will Know Better
- 1961 : Acharya Prafulla Chandra Ray
- 1962 : Panorama of West Bengal
- 1964 : Bade Ghulam Ali Khan Saheb
- 1965 : Glimpses of India
- 1965 : Quest for Health
- 1965 : Malabar Story
- 1969 : The Automobile Industry in India
- 1970 : Terracota Temples
- 1971 : Port of Calcutta
- 1972 : The Tale of Two Leaves and a Bud
- 1973 : Bagha Jatin
- 1980 : This Land is Mine
- 1981 : From Mizoram with Love
- 1984 : Acharya Nandalal